# Ironmen de Pittsburgh
Les Ironmen de Pittsburgh (Pittsburgh Ironmen en anglais) sont un club de basket-ball BAA (ancêtre de la NBA) de la ville de Pittsburgh en Pennsylvanie, disparu en 1947 après une seule saison. Ils évoluaient au Duquesne Gardens.

## Historique
Leur entraîneur était alors Paul Birch.
Bien qu'ayant eu le premier choix de la draft Clifton Neeley, leur bilan de saison 1946-47 était de 15 victoires pour 45 défaites (25 %), ce qui ne leur permit pas d'accéder aux séries éliminatoires (play-offs).
Parmi les joueurs de cette année, on peut aussi noter Press Maravich, le père de la star NBA Pete Maravich.